# 迪斯鎮 (密蘇里州)
迪斯鎮（英語：Dees Town）是位於美國密蘇里州韋恩縣的非建制地區。

## 地理
迪斯鎮所處的海拔為高於海平面152米（即499英呎），而該地所採用的時區為UTC-6，即北美中部時區（CST）。同時該地設有夏令時間，為UTC-6調快一小時，即UTC-5（CDT）。